# Адамс, Аристарх Романович
Аристарх Романович Адамс (ок. 1782 — не ранее 1854) — русский флотоводец, вице-адмирал (1848).

## Биография
Родился, предположительно, в 1782 году.
В 1794 году поступил кадетом в Морской корпус. В 1802 году был произведён в мичмана гребного флота, служил при Санкт-Петербургском порте, а с 1805 года определён в штат Морского корпуса на «вакансию подпоручика.
Участвовал в кампании 1809 года — нёс службу на Кронштадтском рейде на корабле «Гавриил». С 1810 года — лейтенант флота, служил на учебных кораблях морского корпуса, руководил плавпрактиками кадетов и гардемаринов в качестве ротного командира.
В 1820 году произведён в капитан-лейтенанты. С 1823 года последовательно командовал кораблями «Урания», «Великий князь Михаил», «Лесной», отрядом фрегатов, крейсировал по Балтике и перегонял корабли из Архангельска.
С 1827 года — капитан 2-го ранга, с 1831 — капитан 1-го ранга.
В 1836 году назначен инспектором Кронштадтского и Ораниенбаумского госпиталей.
В 1838 году произведён в контр-адмиралы с назначением командиром 2-й бригады 2-й флотской дивизии. До 1843 года крейсировал в Балтийском море, а с 11.8.1843 назначен членом общего присутствия морского интендантства.
30 августа 1848 года произведён в вице-адмиралы с увольнением от службы. В 1854 году был ещё жив.

## Награды
Старшие награды:
- Орден Святого Владимира 4 степени (1823)
- Орден Святого Георгия 4 степени (№ 4111; 26 ноября 1827, за должное число морских кампаний)
- Орден Святой Анны 2 степени (1828)
- Орден Святого Станислава 1 степени (6 декабря 1842)
- Знак отличия беспорочной службы за XXV лет (1830)